# Sebastian (musicien)
Pour les articles homonymes, voir Sebastian.
SebastiAn, de son vrai nom Sébastien Akchoté, né le 3 février 1981 à Boulogne-Billancourt, est un musicien, disc jockey, producteur, mixeur et compositeur français de musique électronique.
Il travaille comme remixeur pour des groupes et chanteurs tels que Charlotte Gainsbourg, Daft Punk, Beastie Boys, Bloc Party et Nero. Il compose également et produit des morceaux pour Charlotte Gainsbourg, Philippe Katerine, Kavinsky, Frank Ocean, Uffie et Woodkid. Il compose des bandes originales pour les films comme Notre jour viendra (2010) ou Steak (2007), dans lequel il joue, crédité sous le nom de Sebastian Akchoté. Nombre de ses titres sont utilisés à la télévision et dans les jeux vidéo. Il est signé sur le label électronique français Ed Banger Records.

## Biographie

### Jeunesse et débuts
Né à Boulogne-Billancourt en région parisienne, le musicien est originaire de l'ex-Yougoslavie et possède des origines serbes et a grandi entre Belgrade et Paris,,,. Il est le frère cadet du guitariste indépendant Noël Akchoté. Ses premières années d’éveil musical incluent à la fois le jazz et les influences expérimentales de son frère aîné ainsi que des influences hip-hop d’artistes comme DJ Premier.
À 15 ans, il commence à manipuler platines et machines avec les membres du groupe de rap Cercle vicieux. À cette époque, il fait la connaissance de Jean-Louis Costes, artiste performeur et figure radicale de l'underground parisien, dont il produit l'album intitulé Nik Ta Race.
La découverte de la musique électronique intervient en 1996, via l'album Homework de Daft Punk, qui est une révélation pour SebastiAn. Alors qu’il travaille avec un groupe de hip-hop en 2005, SebastiAn obtient le numéro de téléphone d’Ed Banger Records de l’un des membres du groupe, qui l’avait trouvé dans un journal. Il contacte Pedro Winter, le fondateur du label, qui accepte de le produire. Il signe 2 EP, Smoking Kills (?) et H.A.L.. De nombreux remixes suivent, parmi lesquels ceux pour Annie, Cut Copy, Revl9n, Uffie (sa collègue de label), et Daft Punk dans le cadre de leur album Human After All: Remixes.
En 2006, il sort le maxi Ross Ross Ross, constitué de morceaux électro-funk syncopés. C'est cet album qui le fait connaitre aux yeux d'un public plus large. La pochette du maxi dessinée par So Me devient l'emblème du musicien. Il sort également de nombreux remixes. En 2007, il compose la bande originale du film Steak de Quentin Dupieux aux côtés de Sébastien Tellier et Mr. Oizo. Il apparait également dans le film dans le rôle de Félix, l’un des membres des Chivers. Il produit aussi de nombreux remixes et, en sortant son EP Walkman 2, SebastiAn rejoint Kavinsky pour ouvrir avec un DJ sets Daft Punk sur leur tournée Alive 2007. En 2008, il sort Motor, un EP avec trois titres originaux. Il publie ensuite A Fine Selection of Remixes, une compilation de 17 titres mettant en vedette divers remixes qu'il a produits. SebastiAn produit le single Difficult pour Uffie en 2010 sur son premier album Sex Dreams and Denim Jeans et réalise un remix intitulé Difficult (2006 Parties Remix by SebastiAn). Il publie également un titre expérimental Threnody sur la compilation Ed Banger Records Christmas. En 2010, SebastiAn signe la BO du film Notre jour viendra de Romain Gavras, en compagnie de L'enfance d'un chien de Sébastien Tellier.

### Total(2011-2013)
En 2011, Sebastian publie le titre Enio sur l’album de compilation Ed Banger Let the Children Techno. Plus tard, son premier album Total est annoncé, via la sortie d'un teaser nommé X rated publié sur le site Dailymotion. La publication de la vidéo est suivie de l'apparition du premier single Embody accompagné d'un vidéo-clip. L'album Total, qui comprend notamment une collaboration avec M.I.A., sort finalement le 30 mai 2011 en Europe et le 7 juin 2011 en Amérique du Nord. Le morceau Tetra est utilisé dans la publicité de la Citroën DS3, et dans le film Spring Breakers. La sortie de l'album est suivie par les sorties des singles C.T.F.O. et Love In Motion. 2011 est également l’année de la première tournée de Sebastian, le Primary Tour, de 2011, parfois accusé de faire des références fascistes,. Trois remixes sortent également cette année-là, dont un pour les Beastie Boys.
2012 voit sortir des remixes de SebastiAn pour les groupes Nero, The Shoes, Van She et Woodkid. La sortie de The EP Collection, sous forme d'un coffret de vinyles, regroupe des singles de Total avec leur remixes accompagnés du morceau Organia et du morceau inédit Holloback. Un remix de SebastiAn de New Lands de Justice sort également le 25 juin 2012.

### Production pour d'autres artistes (2013-2019)
En 2013, Kavinsky sort son premier album, OutRun, dont SebastiAn produit 9 titres. En février 2014, l’album est récompensé d'une Victoires de la musique dans la catégorie « Album électronique, groove, dance de l’année ». La même année, il compose, produit et arrange le titre Stabat Mater de Woodkid, qui figure sur l'album The Golden Age. En 2014, SebastiAn compose et produit le titre American Beauty, American Psycho du groupe Fall Out Boy sur leur album du même nom. La même année, il compose, produit et mixe l’album Magnum de Philippe Katerine. C’est Katerine qui a proposé de travailler avec lui, parce qu’il apprécie, comme il l’a dit, la « tension sexuelle » de ses compositions. SebastiAn a proposé des parties instrumentales, sur lesquelles Katerine place sa voix et écrit les textes par la suite. L’album sort le 7 avril 2014 chez Barclay.
En 2015, Pedro Winter, propriétaire d’Ed Banger, annonce que SebastiAn a fini de produire des chansons pour Frank Ocean, ce qui lui permet de travailler sur son prochain album. SebastiAn apparait sur la piste Facebook Story et participe en tant qu’instrumentiste à White Ferrari et Godspeed sur l’album de Frank Ocean, Blonde, sorti en 2016.
Depuis 2017, SebastiAn compose les bandes originales des défilés de mode de la marque Yves Saint Laurent.
SebastiAn et Charlotte Gainsbourg travaillent ensemble pour l’album Rest en 2017. Avant de travailler avec elle, il remixe sa reprise de Hey Joe, sortie en 2014. Un an plus tard, après la mort de sa sœur Kate Barry, Charlotte Gainsbourg le contacte et lui confie qu’elle aimerait exprimer certaines choses et qu’elle ne peut dire qu’en français. C'est ainsi qu'ils commencent à travailler sur Rest à New York. L'album, qu’il produit et compose, sort le 17 novembre 2017. Charlotte Gainsbourg reçoit une Victoire de la musique dans la catégorie « Artiste féminine de l’année » en 2018.
L’année suivante, il compose et produit 3 nouveaux titres, qui figurent sur son EP Take 2. En 2019, Charlotte Gainsbourg apparaît sur le deuxième album studio de SebastiAn, Thirst, sur le titre Pleasant. SebastiAn crée la bande originale pour la collection « Hiver 18 » de Yves Saint Laurent, qui se tient le 27 février 2018 à Paris. Il co-compose la bande originale du film Le monde est à toi, réalisé par Romain Gavras, avec Karim Leklou, Isabelle Adjani et Vincent Cassel.

### Thirst(depuis 2019)
En 2019, SebastiAn sort deux nouveaux titres, Thirst (avec son clip réalisé par Gaspar Noé) et Run for Me, avec le chanteur américain Gallant pour promouvoir son nouvel album Thirst. Le 9 juillet 2019, SebastiAn sort un troisième single intitulé Beograd. Le quatrième single Better Now, avec Mayer Hawthorne, sort le 5 septembre 2019. Le cinquième et dernier single, Sober, avec Bakar, sort le 8 octobre 2019. L’album sort le 8 novembre 2019 chez Ed Banger Records.
Le 10 septembre 2020, il sort Hysterias, qui est la bande originale de la collection « Homme printemps–été 2021 » d'Yves Saint Laurent,. Le 1er juillet 2021, l'ensemble de ses précédents travaux pour Yves Saint Laurent sont mis en ligne sur les plateformes de streaming. Hysterias est renommé Saint Laurent Men's Spring Summer 2021 pour l'occasion. Du 3 au 12 septembre 2021, il est membre du jury de la 47e édition du Festival du cinéma américain de Deauville. Le jury est présidé par Charlotte Gainsbourg. La même année, il produit le titre The Mission pour le musicien Bakar, ainsi que les titres Le Dernier Jour du disco, Qu'importe, Je ne pense qu'à ça, Vertigo (sur lequel il chante) et Sauver ma vie, sur l'album Brûler le feu de Juliette Armanet. Pour la réédition Brûler le feu 2, il apparaît comme producteur sur un morceau supplémentaire, Fuguer.
En 2022, il co-compose Zenith et Vigilante sur Reborn le second album de Kavinsky. Il compose également la bande originale du film Tropic, réalisé par Édouard Salier.
En avril 2025, le morceau Beograd est utilisé dans la publicité du parfum Forever Wanted Elixir d'Azzaro.

## Discographie

### Remixes
| Année | Artiste                           | Titre                                                                            | Apparaît dans la compilation Remixes |
| ----- | --------------------------------- | -------------------------------------------------------------------------------- | ------------------------------------ |
| 2005  | Annie                             | Happy Without You                                                                | Piste 16                             |
| 2005  | Daft Punk                         | Human After All                                                                  | Piste 3                              |
| 2005  | Benjamin Theves                   | Texas                                                                            | Piste 11                             |
| 2006  | Revl9n                            | Walking Machine                                                                  | Piste 2                              |
| 2006  | Cut Copy                          | Going Nowhere                                                                    |                                      |
| 2006  | Uffie                             | Pop The Glock (2 remixes : un sur Arcade Mode et l'autre chez Ed Banger Records) |                                      |
| 2006  | Play Paul                         | La La Land (Remixé avec Xavier de Rosnay de Justice)                             |                                      |
| 2006  | Kelis                             | Bossy                                                                            | Piste 8                              |
| 2006  | Mylo                              | Paris Four Hundred                                                               | Piste 4                              |
| 2006  | Nâdiya                            | Tous ces mots                                                                    | Piste 17                             |
| 2006  | Ali Love                          | Lost in the K-Hole                                                               |                                      |
| 2006  | The Rapture                       | Get Myself Into It                                                               | Piste 5                              |
| 2006  | Fields                            | If You Fail We All Fail                                                          |                                      |
| 2006  | Kavinsky                          | Testarossa Autodrive                                                             | Piste 10                             |
| 2007  | Das Pop                           | Fool for Love                                                                    | Piste 12                             |
| 2007  | Editors                           | Camera                                                                           | Piste 6                              |
| 2007  | Klaxons                           | Golden Skans                                                                     | Piste 15                             |
| 2007  | The Rakes                         | We Danced Together                                                               | Piste 7                              |
| 2007  | Bloc Party                        | I Still Remember                                                                 | Piste 13                             |
| 2007  | Shesus                            | Debbie's Shoes (crédité sous le nom « Sebastien »)                               |                                      |
| 2007  | SebastiAn                         | Walkman                                                                          |                                      |
| 2007  | Rage Against the Machine          | Killing in the name                                                              |                                      |
| 2007  | Sébastien Tellier                 | Sexual Sportswear                                                                | Piste 14                             |
| 2007  | Scenario Rock                     | Both Gotta Move On                                                               |                                      |
| 2008  | The Kills                         | Cheap and Cheerful                                                               | Piste 9                              |
| 2008  | The Who                           | Baba'O'Riley                                                                     |                                      |
| 2008  | Sneaky Sound System               | UFO                                                                              |                                      |
| 2010  | Uffie                             | Difficult (2006 Parties Remix)                                                   |                                      |
| 2011  | Toddla T                          | Watch Me Dance                                                                   |                                      |
| 2011  | Beastie Boys                      | Don't Play No Game That I Can't Win                                              |                                      |
| 2011  | Spank Rock                        | DTF DADT                                                                         |                                      |
| 2012  | Nero                              | Must Be The Feeling                                                              |                                      |
| 2012  | The Shoes                         | Time to Dance                                                                    |                                      |
| 2012  | Van She                           | Idea of Happiness                                                                |                                      |
| 2012  | Woodkid                           | Run Boy Run                                                                      |                                      |
| 2012  | Justice                           | New Lands                                                                        |                                      |
| 2014  | Charlotte Gainsbourg              | Hey Joe                                                                          |                                      |
| 2017  | Brigitte Bardot, Serge Gainsbourg | Bonnie & Clyde (crédité sous le nom « Akse »)                                    |                                      |
| 2018  | Étienne Daho                      | Après le blitz                                                                   |                                      |
| 2018  | Charlotte Gainsbourg              | Ring-A-Ring O'Roses                                                              |                                      |
| 2020  | Foals                             | Mountain at My Gates                                                             |                                      |
| 2020  | Y.O.G.A.                          | Your Devotion                                                                    |                                      |
| 2021  | Royal Blood                       | Limbo                                                                            |                                      |
| 2021  | Metallica                         | Don't Tread On Else Matters                                                      |                                      |

### Autres réalisations
En février 2007, un autre titre de SebastiAn intitulé Greel est sorti en tant qu'inédit sur Ed Rec Vol. II, la deuxième compilation CD du label Ed Banger Records. En 2008, il réalise un nouveau titre présent sur la troisième compilation du label Ed Banger Records Ed Rec Vol. III et qui s'intitule Dog, qui deviendra plus tard Doggg dans son album Total. Sur internet, dans une vidéo où l'on voit Thomas Bangalter (Daft Punk), Busy P joue un beat de SebastiAn, sequence faite en très peu de temps juste pour la soirée. Busy P annonce la musique en disant put your hands up in the air for Thomas (Tous les mains en l'air pour Thomas), mais certaines personnes ont entendu Crevasse, donc sur internet la musique circule sous le nom de Crevasse. Il s'agit en fait de Organia, un bonus-track de l'album Total. En février 2009, SebastiAn passe pour la seconde fois à la radio de sa vie, sur la BBC1, dans le Kissy Sell Out Show. Dans son set, il joue une musique qui n'était ni achetable ni téléchargeable à ce moment[réf. nécessaire]. Il s'agissait de Fried, chanson sortie sur l'album Total. Toujours en 2009, le groupe Hey Today! diffuse un podscat contenant un titre inédit de SebastiAn, qui n'a encore jamais vu le jour et crédité Untitled.
Depuis septembre 2016, il compose les bande-sons des défilés de la marque Saint Laurent.